# 特洛伊·埃尔德
特洛伊·埃尔德（英語：Troy Elder，1977年10月15日—），澳大利亚男子曲棍球运动员。他曾代表澳大利亚参加2000年和2004年夏季奥林匹克运动会曲棍球比赛，获得一枚金牌和一枚铜牌。